# Joliet (Illinois)
Pour les articles homonymes, voir Joliet.
Joliet (en anglais [ˈdʒoʊli.ɛt] ou [dʒoʊliˈɛt]) est une ville de l'État de l'Illinois située dans les comtés de Will et Kendall, en banlieue sud-ouest de Chicago (à environ 60 km de Downtown), sur l'historique Route 66. Peuplée de 150 362 habitants d'après le recensement de 2020, elle est la quatorzième ville aux États-Unis pour le taux de croissance de sa population. La ville est appelée ainsi en l'honneur de l'explorateur canadien Louis Jolliet.
Joliet fait partie de l'aire métropolitaine de Chicago (Chicago metropolitan area).

## Géographie
Le territoire de la ville de Joliet, de forme irrégulière, s'étend sur neuf townships (un record en Illinois), à savoir les townships de Joliet, Plainfield, Troy, New Lenox, Jackson, Channahon, Lockport (dans le comté de Will), et Na-Au-Say et Seward (dans le comté de Kendall). Le centre-ville est situé dans la vallée de la rivière Des Plaines, qui divise par son cours la ville en un côté ouest et un côté est, historiquement équivalents dans leur développement jusqu'à la seconde moitié du XXe siècle, qui vit une expansion du côté occidental. La plupart des magasins et des bureaux du centre se déplacèrent alors près des nouveaux quartiers résidentiels et des grandes surfaces pour bénéficier d'un accès plus aisé et des parcs de stationnement, ce qui occasionna le déclin du centre-ville.
La ville est aussi traversée par la rivière DuPage, un affluent de la rivière Des Plaines, ainsi que par de nombreux cours d'eau plus petits : Hickory Creek, Spring Creek, le Canal Illinois et Michigan, Jackson Creek, et Aux Sable Creek ; parmi les lacs et les retenues d'eau se trouvent Chase Lake, Lake Juco, Michigan Beach, le Brandon Road Quarry, et Leisure Lake.
Les limites de la municipalité sont :
- au nord : Renwick Road ;
- au sud : Noel Road ;
- à l'est : Higinbotham Woods ;
- à l'ouest : Grove Road.

## Démographie
| Groupe                           | Joliet | Illinois | États-Unis |
| -------------------------------- | ------ | -------- | ---------- |
| Euro-Américains                  | 67,5   | 71,5     | 72,4       |
| Afro-Américains                  | 16,0   | 14,6     | 12,6       |
| Autres                           | 11,3   | 6,7      | 6,4        |
| Métis                            | 3,0    | 2,3      | 2,9        |
| Asio-Américains                  | 1,9    | 4,6      | 4,8        |
| Amérindiens                      | 0,3    | 0,3      | 0,9        |
| Total                            | 100    | 100      | 100        |
| Hispaniques et Latino-Américains | 27,8   | 15,8     | 16,7       |

En 2010, la population latino-américaine est majoritairement composée de Mexicano-Américains, qui représentent 24,8 % de la population totale de la ville. D'après le bureau du recensement des États-Unis, la ville de Joliet comptait 150 362 habitants dans ses limites en 2020.
Selon l'American Community Survey en 2015, 71,94 % de la population âgée de plus de cinq ans déclare parler l'anglais à la maison, 23,69 % l'espagnol, 0,80 % le polonais, 0,60 % le tagalog et 2,96 % une autre langue.

## Transports

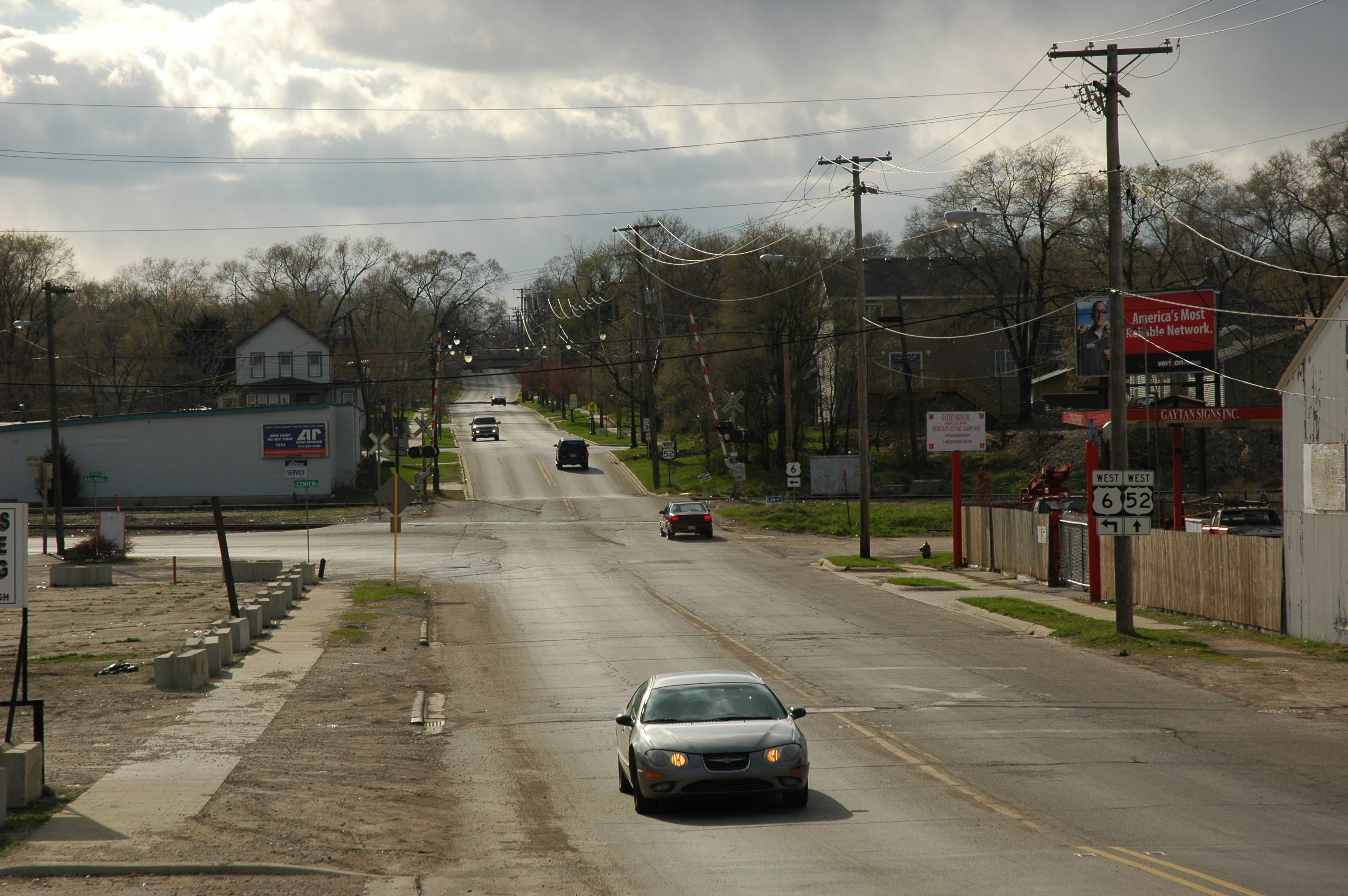
Croisement des routes 6 et 52 dans le sud-ouest de Joliet.

Située en banlieue sud-ouest de Chicago, à environ 64 kilomètres de Downtown Chicago, la ville de Joliet constitue un carrefour important. La ville s'étend sur les deux rives de la rivière Des Plaines, un axe fluvial majeur du Nord de l'Illinois, et fut l'un des principaux ports sur le Canal Illinois et Michigan. Le chemin de fer Elgin, Joliet and Eastern arriva dans la ville dans les années 1850, et la ligne de la Atchison, Topeka and Santa Fe suivit. Les U.S Route 6 (la Grand Army of the Republic Highway), 30 (la Lincoln Highway), 45, 52, et 66 (Route 66) passent par la ville. Dans les années 1960, les autoroutes inter-États 55 et 80 rejoignirent Joliet, se croisant près de Channahon, juste à l'Ouest de la municipalité. La devise « Crossroads of Mid-America » (carrefour de l'Amérique médiane), inscrite sur le sceau de Joliet, est une allusion à ce croisement.
L'Union Station est le terminus de Metra pour la ligne ferroviaire Heritage Corridor venant de l'Union Station (Chicago) et pour la Rock Island District route venant de LaSalle Street Station. PACE fournit, sauf le samedi, un service local de cars qui partent chaque heure depuis la gare routière située dans le centre-ville.
Le Joliet Regional Airport (en) (IATA: JOT, OACI: KJOT, FAA LID: JOT) est un aéroport public situé à 7 km à l'ouest du centre-ville de Joliet. Il a ouvert en avril 1940. Il est géré par le Joliet Park District, à l'instar du Lewis University Airport, situé lui aussi dans la région, à Romeoville.

## Lieux d'intérêt

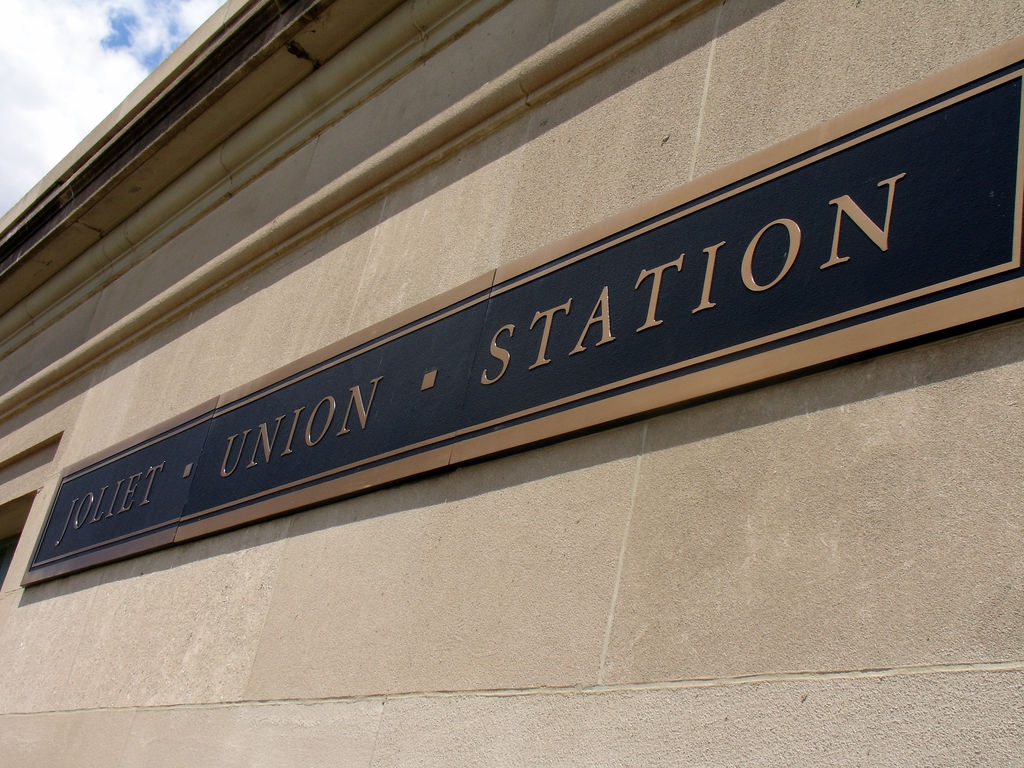
Gare d'Union Station.

Parmi les monuments locaux figurent le Joliet Area Historical Museum, le Route 66 Visitors Center, la Chicagoland Speedway (NASCAR) et la Route 66 Speedway. Le village voisin d'Elwood accueille l'Arsenal de Joliet, aujourd'hui nommé Abraham Lincoln National Cemetery and Midewin National Tallgrass Prairie. Dans la petite ville voisine de Crest Hill se trouve la principale prison de l'État de l'Illinois, le centre correctionnel de Stateville (Stateville Correctional Center), qui a remplacé la célèbre prison de Joliet (centre correctionnel de Joliet). Le Rialto Square Theatre, situé dans le centre-ville sur Chicago Street, fut la retraite favorite d'Al Capone. La gare ferroviaire d'Union Station, construite par Cook Engineering & Construction, Jarvis Hunt, a ouvert ses portes en 1912. D'un style Beaux-Arts et classique, elle est inscrite au Registre national des lieux historiques (National Register of Historic Places) depuis le 1er août 1978. Elle a été rénovée entre 1989 et 1991, et est désormais accessible aux handicapés. La Joliet Iron and Steel Works, qui fonctionna de 1869 à 1936 (rouverte plus tard, elle fut définitivement stoppée au début des années 1980) fut pendant un temps la deuxième plus grande aciérie des États-Unis : elle employait 4 000 ouvriers aux alentours de 1926. La production de rails qui y eut lieu contribua fortement à l'expansion des chemins de fer dans le pays.
L'édifice est aujourd'hui visitable, grâce à un chemin balisé par dix-sept panneaux historiques.

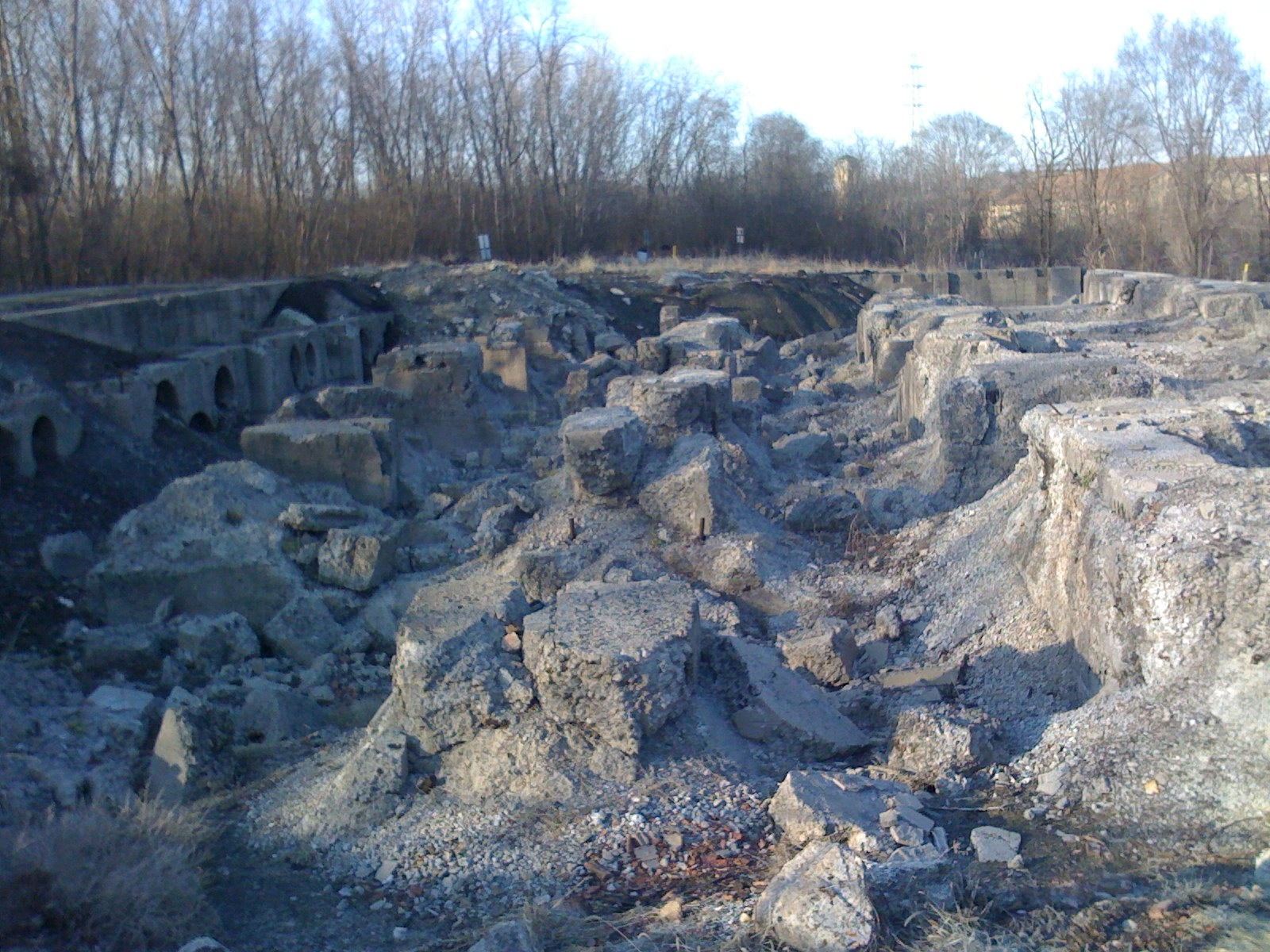
Ruines du site industriel de "Joliet Steel Works" avec, en arrière-plan, la prison de Joliet.

Joliet dispose de deux casinos occupant des bateaux : l'Empress Casino près de Channahon et Rockdale, ainsi qu'un hôtel et casino du Caesars Entertainment Corporation dans le centre. Joliet est la seule ville de l'État à posséder deux casinos. La ville dispose également d'un grand centre commercial, le Westfield Louis Joliet Mall (inauguré en 1978 et géré par le Westfield Group), situé au croisement de la Route 30 avec l'Interstate 5, au 1118 Mall Loop Drive ; parmi une centaine de boutiques, les quatre magasins principaux sont Carson Pirie Scott, J. C. Penney, Macy's (autrefois Marshall Field's) and Sears. Joliet est aussi le lieu de naissance du jeu de cartes populaire UNO. Joliet dispose de quatre terrains de golf : l'Inwood Golf Course, le Woodruff Golf Course, le Wedgewood Golf Course et le Joliet Country Club. Ses deux hôpitaux sont le Provena Saint Joseph Medical Center (abrégé en St. Joe) sur la rive gauche et le Silver Cross Hospital sur la rive droite.
Le centre correctionnel de Joliet (Joliet Correctional Center), est la prison située au nord du centre-ville, sur Collins Street, a été rendue célèbre par sa présence dans plusieurs films. Dans The Blues Brothers, c'est la prison d'où Jake Blues est libéré au début du film ; elle apparaît également dans la suite, Blues Brothers 2000. Elle doit également sa notoriété à la série Prison Break, où elle est, sous le nom de Fox Rivers Penitentiary, le lieu principal de l'action durant la première saison (et un lieu secondaire durant certains épisodes de la deuxième saison). Dans la série Mindhunter, les deux agents du FBI la visitent pour la première fois lors de l'épisode 9 de la saison 1.

## Religion
- Diocèse de Joliet

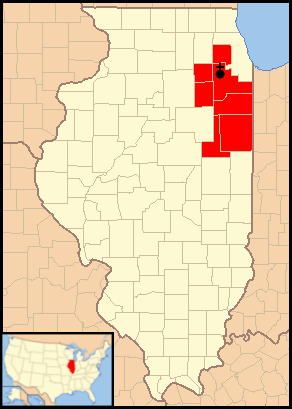
Diocèse de Joliet.

- Liste des évêques de Joliet (Illinois)
- Cathédrale Saint-Raymond-Nonnat de Joliet

## Éducation
- Colleges et universités:
  - Joliet Junior College,
  - University of St. Francis (campus principal, université catholique de l'Ordre franciscain)
  - Rasmussen College - Romeoville and Joliet
  - Lewis University - Romeoville and Joliet area
- Lycées
  - Joliet Central High School
  - Joliet West High School
  - Joliet Catholic Academy
  - Plainfield South High School

## Personnalités liées à la ville
- Margaret Haley (1861-1939), syndicaliste ;
- Harlow Niles Higinbotham (1838-1919), homme d'affaires ;
- Lois Delander (1911-1985), Miss America en 1927.
- Jimmy Chamberlin, batteur de The Smashing Pumpkins.